# 劉邕 (蜀漢)
劉邕（？—？），字南和，義陽人（《華陽國志》則是零陵人），三國時期蜀漢將領。

## 生平
曾跟隨劉備入蜀，益州平定後為江陽太守，建興時為監軍後將軍、關內侯。建興元年（223年），丞相諸葛亮開府，舉蔣琬為茂才，蔣琬堅持推讓給劉邕、陰化、龐延、廖化。

## 家庭

### 子
- 劉式：繼承劉邕的爵位。
- 劉武：劉邕小兒子，與樊建齊名，有文采，官至尚書。[5]